# خیابان استیلز
خیابان استیلز (انگلیسی: Steeles Avenue) یک خیابان شرقی-غربی است که محدوده شمالی شهر تورنتو و محدوده جنوبی منطقه شهرستان یورک (کانادا) در انتاریو، کانادا را تشکیل می‌دهد.